# MeerKAT
MeerKAT, à l'origine le Karoo Array Telescope, est un radiotélescope opérationnel depuis 2018 et composé de 64 antennes situées dans le parc national Meerkat (en) du Cap-Nord, en Afrique du Sud. Il résulte de la volonté de ce pays d'accueillir le radiotélescope Square Kilometer Array (SKA), dont le MeerKAT fait partie de la première phase.

## Description
MeerKAT est situé sur le site SKA dans le désert du Karoo. Inauguré en juillet 2018, il est constitué de 64 antennes paraboliques  de 13,5 mètres de diamètre chacune, équipées de récepteurs cryogéniques. Les antennes ont des emplacements pour quatre récepteurs et l'un des trois postes vacants est réservé à de futurs récepteurs en bande S fournis par l'Institut Max Planck de radioastronomie (MPIfR). 61 % des antennes sont situées dans un cercle d'un kilomètre de rayon, alors que les 39 % restantes sont réparties dans un rayon de 4 km[réf. nécessaire]. L'ensemble est agencé avec une configuration de type grégorienne.
Les observations sont numérisées directement à chaque antenne avant d'être acheminées vers le Karoo Array Processor Building (KAPB) via des fibres optiques enterrées. Les signaux d'antenne sont traités par le processeur de signal numérique Correlator/Beamformer (CBF).
Les systèmes de traitement des signaux numériques situés au KAPB sont logés dans une grande chambre blindée faisant office de cage de Faraday afin d'empêcher les signaux radio de l'équipement d'interférer avec le traitement des observations. Le KAPB lui-même est partiellement enterré sous le niveau du sol pour fournir une protection supplémentaire contre les interférences radio et pour assurer la stabilité de la température. Le KAPB abrite également des installations de production d'énergie pour l'ensemble du site, comprenant trois unités UPS rotatives diesel qui fournissent une alimentation électrique ininterrompue à l'ensemble du site.
Une fibre optique longue distance transfère les données du KAPB au Centre de calcul haute performance (CHPC) et au bureau du South Africa Radio Astronomy Observatory (SARAO) au Cap.

## Construction et inauguration

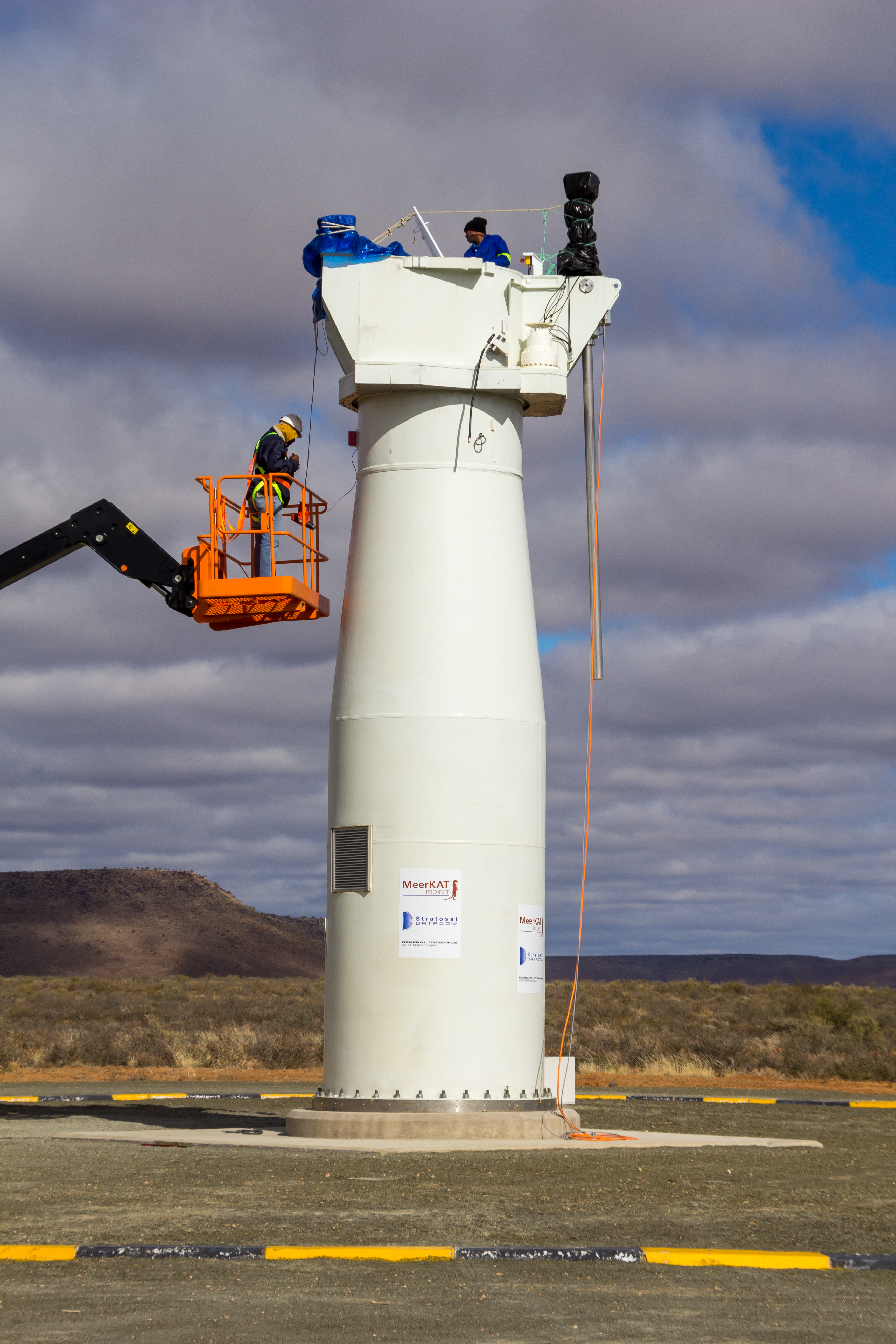
Le socle de la première antenne (2014)

Pour acquérir de l'expérience dans la construction de télescopes interférométriques, les membres du Karoo Array Telescope ont construit le démonstrateur expérimental progressif (PED) à l'Observatoire astronomique sud-africain du Cap entre 2005 et 2007.
En 2007, un autre montage expérimental est réalisé à l'observatoire de radioastronomie de Hartebeesthoek pour servir de banc d'essai pour MeerKAT.
La construction du MeerKAT Precursor Array (MPA – également connu sous le nom de KAT-7) commence en août 2009. En avril 2010, quatre des sept premières coupoles sont reliées entre elles en un système intégré pour produire sa première image interférométrique d'un objet astronomique. En décembre 2010, une interférométrie à très longue base est réussie entre la parabole de 26 m de l'observatoire de radioastronomie de Hartebeesthoek et l'une des paraboles du KAT-7.
Malgré les plans initiaux visant à achever MeerKAT avant 2012, la construction est suspendue fin 2010 en raison d'une restructuration budgétaire. Le budget national sud-africain de 2012 prévoit que seulement 15 antennes MeerKAT seront achevées avant 2015.
La dernière des fondations en béton armé des antennes du MeerKAT est achevée le 11 février 2014. Près de 5 000 m3 de béton et plus de 570 tonnes d'acier ont été utilisés pour construire les 64 bases sur une période de 9 mois.
Une fois la construction des soixante-quatre antennes MeerKAT terminée, les tests de vérification sont réalisés. C'est finalement le 13 juillet 2018 que le radiotélescope est officiellement inauguré en la présence du vice-président de l'Afrique du Sud, David Mabuza.

## Découvertes
En septembre 2019, une équipe internationale d'astronomes utilisant le radiotélescope observe d'énormes structures ressemblant à des ballons qui s'élèvent à des centaines d'années-lumière au-dessus et au-dessous du centre galactique. Ce sont des observations radio des bulles de Fermi.